# Hemerobius pinidumus
Hemerobius pinidumus là một loài côn trùng trong họ Hemerobiidae thuộc bộ Neuroptera. Loài này được Fitch miêu tả năm 1855.